# Соему Тојода
Соему Тојода (јап. 豊田 副武, Toyoda Soemu; 1885 — 1957) био је јапански адмирал и ратни злочинац. Био је командант 4. поморске флоте у инвазији Кине, а од 1940. је начелник Оперативног одељења Империјалног генералштаба. Уласком Јапана у Други светски рат Тојода је постао члан Врховног ратног савета, а у мају 1944. командант Комбиноване флоте. Као присталица одлучне поморске битке, дао је идеју за план A-Go, чији је резултат битка у Филипинском мору од 19-20. јуна 1944. Његова је и серија планова Sho, од којих је Sho-1 довео до тешког јапанског пораза у поморско-ваздушној бици код Лејте октобра 1944. Од маја 1945. био је начелник јапанског Адмиралштаба и противио се безусловној капитулацији. Одлуком Међународног војног суда за Далеки исток осуђен је као ратни злочинац на казну затвора. Али, године 1949. је ослобођен.